# المعهد العالي للتكنولوجيا الصناعية

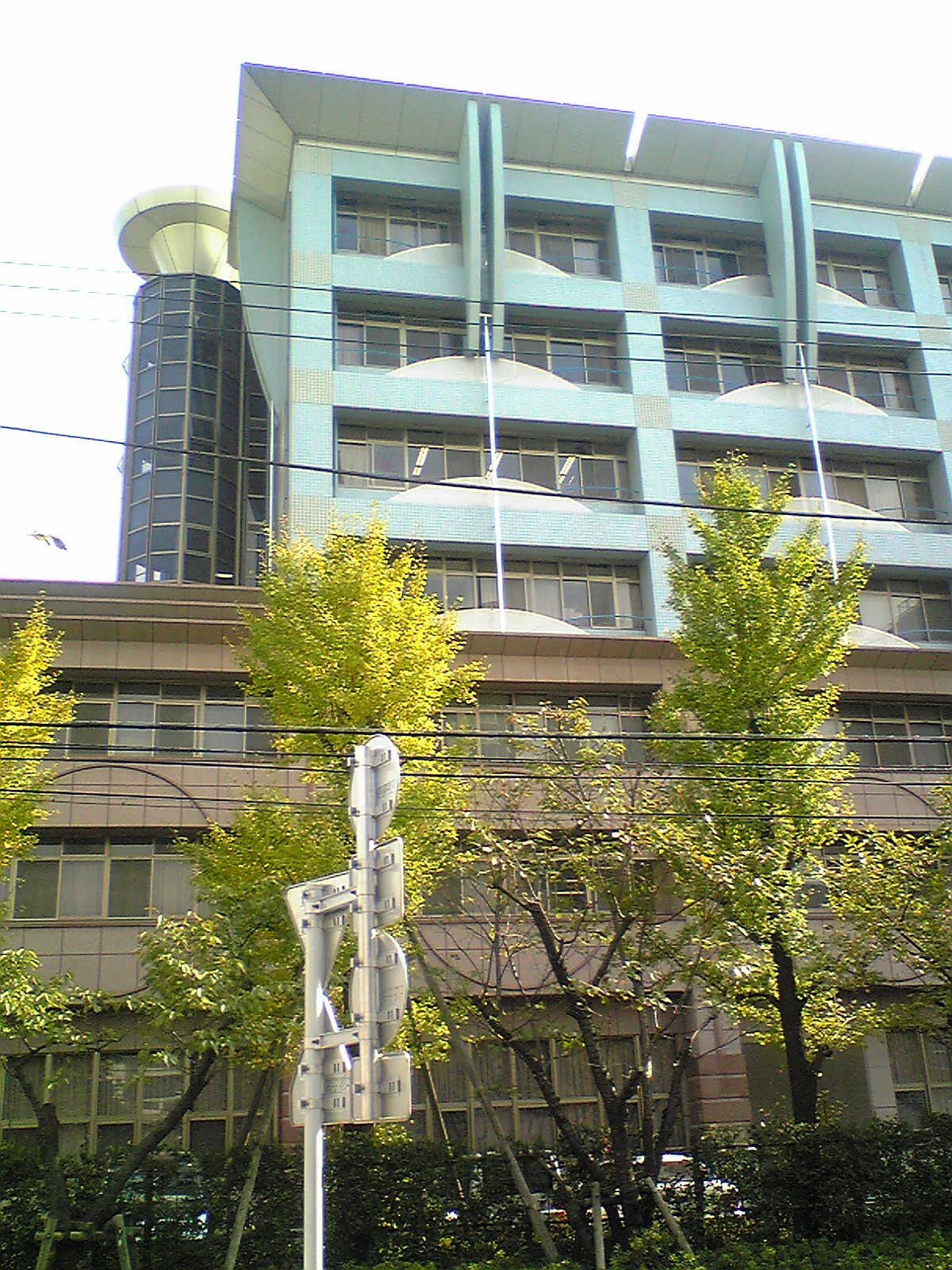
معهد شيناغاوا العالي للتكنولوجيا الصناعية

المعهد العالي للتكنولوجيا الصناعية (باليابانية: 産業技術大学院大学 Sangyo gijutsu daigakuin daigaku) هي جامعة عامة تقع في حي شيناغاوا في العاصمة اليابانية طوكيو، افتتحت عام 2006.